# あいちのたてもの博覧会
あいちのたてもの博覧会（あいちのたてものはくらんかい）は、愛知県内の文化財建造物を対象とする建物公開イベントである。普段非公開の建物や部屋などを特別に公開したり、所有者や専門家による建物案内が行われている。通称はあいたて博（あいたてはく）。

## 経緯

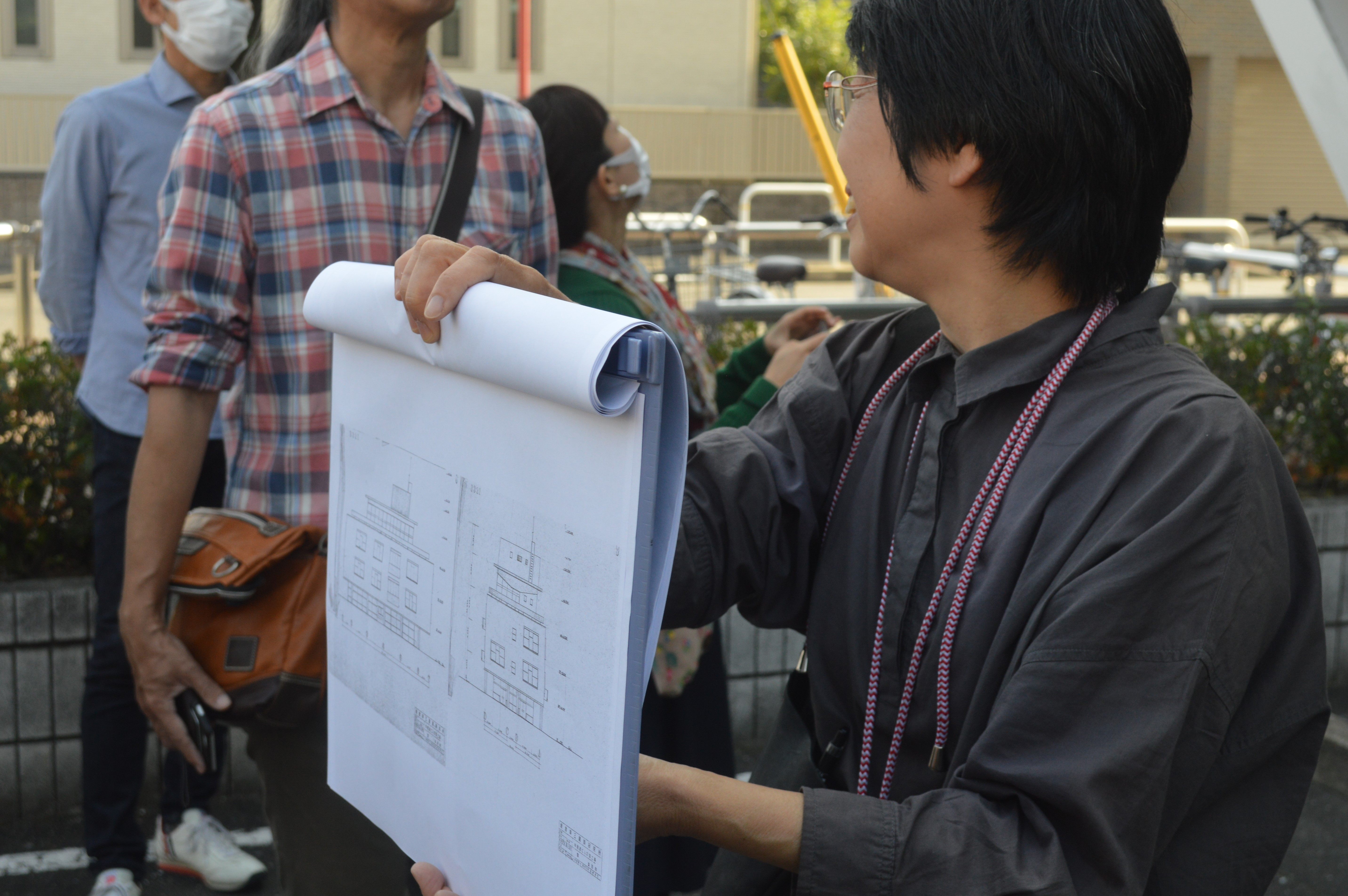
あいちヘリテージマネージャーによる中産連ビルの建物解説

2014年（平成26年）から、愛知県国登録有形文化財建造物所有者の会（愛知登文会）が愛知県内の登録有形文化財において、普段公開されていない建物の公開や専門家・所有者による建物解説を始めた。当初は建物特別公開と称していたが、2019年度より、「あいちのたてもの博覧会」（略称：「あいたて博」）と名称を変更した。
「あいたて博」では、会員が所有する国登録有形文化財建物を毎年秋に数十件、各1日のみ特別公開し、ガイドツアーなどを実施する。ガイドは所有者によるもの、専門家によるものなどがあり、街歩きツアーやワークショップ、ライブなどの多彩なイベントが同時開催される。
なお、2020年（令和2年）は新型コロナ感染拡大防止の観点から、「おうちでたてものミュージアム」と題してオンラインによるあいちたてもの博覧会を開催し、2020年11月7日から23日にかけての週末7日間で、8建築をライブ配信、20建築をオンデマンド配信で紹介した。その配信の様子はCBCテレビニュースでも紹介された。
2021年（令和3年）には文化庁の助成が終了することから、建物特別公開イベントはひとくぎりを迎えると公表していたが、熱心な協力者や支援者に恵まれ、2022年（令和4年）は規模を縮小しつつも開催した。
大阪府におけるイケフェス大坂（生きた建築ミュージアムフェスティバル大阪）、京都府における京都モダン建築祭など、あいたて博と同様の建物公開イベントは各地で行われるようになった。10年目となる2023年（令和5年）には、建物特別公開の対象を指定文化財や未指定文化財にも広げ、NPO法人あいちヘリテージ協議会とNPO法人なごや歴まちの会らも加わった実行委員会による開催とした。これによって中産連ビルなどがあいたて博に初参加した。

## 開催概要
| 回     | 年                 | 日程                                                        | 公開箇所                 |
| ------ | ------------------ | ----------------------------------------------------------- | ------------------------ |
| 第1回  | 2014年（平成26年） | 10月26日、11月3日                                           | 37箇所                   |
| 第2回  | 2015年（平成27年） | 10月25日、11月1日・3日・15日・22日                          | 40箇所                   |
| 第3回  | 2016年（平成28年） | 10月30日、11月3日・6日・13日・19日                          | 47箇所                   |
| 第4回  | 2017年（平成29年） | 10月29日、11月4日・11日・12日・18日・23日                   | 53箇所                   |
| 第5回  | 2018年（平成30年） | 10月28日、11月11日・17日・18日・23日・24日・25日            | 50箇所                   |
| 第6回  | 2019年（令和元年） | 10月14日・20日、11月2日・4日・9日・10日・17日・・23日・24日 | 50箇所                   |
| 第7回  | 2020年（令和2年）  | オンライン開催                                              | 28箇所                   |
| 第8回  | 2021年（令和3年）  | 10月16日・17日・23日・24日                                  | プレミアム企画8箇所6企画 |
| 第8回  | 2021年（令和3年）  | 11月6日・7日・13日・14日・20日・21日                        | 建物公開29箇所           |
| 第8回  | 2021年（令和3年）  | オンライン（動画公開）                                      | 15箇所                   |
| 第9回  | 2022年（令和4年）  | 10月23日・29日、11月5日・6日・13日・19日・20日              | 建物公開20箇所           |
| 第9回  | 2022年（令和4年）  | 9月23日、11月3日・13日                                      | コラボ企画3箇所          |
| 第10回 | 2023年（令和5年）  | 10月13日~11月26日                                           | プレミアム企画13箇所     |
| 第10回 | 2023年（令和5年）  | 10月20日~11月26日                                           | コラボ企画7箇所          |
| 第10回 | 2023年（令和5年）  | 11月4日・5日・11日・12日・18日・19日・25日・26日            | 一斉公開61箇所           |

- 愛知県立瑞陵高等学校感喜堂
- 豊橋市公会堂
- 野間埼灯台
- 甘強味淋西洋館
- あいちヘリテージマネージャーによるトヨテック本社社屋の建物解説